# Digable Planets
Digable Planets (/ˈdɪɡəbəl ˈplænəts/) je američki hip-hop glazbeni sastav osnovan 1987. godine u njujorškoj četvrti Brooklyn. Glazbeni sastav čine reperi Ishmael "Butterfly" Butler (iz Seattlea, Washingtona), Mary Ann "Ladybug Mecca" Vieira (iz Silver Springa, Marylanda) i Craig "Doodlebug" Irving (iz Philadelphije, Pennsylvanije). Grupa je poznata po svojim doprinosima hip-hop žanru, te alternativnom hip-hopu.

## Povijest

### Osnivanje i počeci (1980-e)
Ishmael "Butterfly" Butler i Craig "Doodlebug" Irving upoznali su se 1980-ih u Philadelphiji, Pennsylvaniji. Mary Ann "Ladybug Mecca" Vieira i Irving su bili u vezi dok su pohađali Sveučilište Howard. Rodom iz Seattlea, Washingtona, Butler je stažirao u diskografskoj kući Sleeping Bag Records u New York Cityju, New Yorku, te je povremeno posjećivao svoju baku u Philadelphiji, gradu u kojem je živio Irving. Tamo su osnovali grupu pod nazivom Dread Poets Society (kasnije poznatu kao 7 OD's). Prve pjesme su snimili tek kada je grupa promijenila ime u Digable Planets, a izvođač tih pjesama je bio samo Butler. Nakon kratkog razdoblja s još dva člana, od 1989. godine grupa djeluje s Butlerom, Vieirom i Irvingom.

### Reachin' (A New Refutation of Time and Space)(1992. – 1993.)
Grupa je 1992. godine potpisala ugovor s diskografskom kućom Pendulum Records, te su se sva tri člana preselila u New York City, New York gdje su Butler i Irving živjeli kao cimeri. Debitantski album Reachin' (A New Refutation of Time and Space) objavili su 1993. godine. Albumu je Udruženje diskografske industrije Amerike dodijelilo zlatnu certifikaciju. Prvi singl albuma "Rebirth of Slick (Cool Like Dat)" postao je hit, te je na top ljestvici Billboard Hot 100 dosegao 15. mjesto. Singl je također dobio zlatnu certifikaciju, a i osvojio nagradu Grammy u za najbolju rap izvedbu dvojca ili grupe. Na top ljestvici UK Singles Chart, pjesma je u veljači 1995. godine dosegla 67. mjesto.

### Blowout Combi raspad grupe (1994. – 1995.)
Drugi album grupe, Blowout Comb, objavljen je 1994. godine. Kritičari su album opisali kao hrabro odstupanje od prethodnoga. Album je mračniji, s manje refrena i više političkih tema koje se odnose na stranku crnih pantera i komunizam. U prosincu 1994. godine, Craig Marks je za časopis Spin izjavio: "album je zabavan, zahtjevan, revolucionaran nastavak na prethodni." Među gostima na albumu nalaze se Jeru the Damaja i Guru iz grupe Gang Starr.
Iste godine, grupa se našla na kompilacijskom albumu Stolen Moments: Red Hot + Cool organizacije Red Hot Organization. Album, namijenjen podizanju svijesti i skupljanju sredstava za oboljele od kopnice u Afroameričkoj zajednici, časopis Time proglasio je albumom godine. Nedugo nakon toga, početkom 1995. godine, grupa se raspala. Kao razlog raspadanja naveli su razlike u kreativnosti i stvaranju glazbe.

### Okupljanja i album uživo (2005. - danas)
U veljači 2005. godine grupa se ponovo ujedinila i krenula na turneju. Nakon turneje uslijedilo je objavljivanje kompilacijskog albuma Beyond the Spectrum: The Creamy Spy Chronicles u listopadu iste godine. Album je sastavljen od prethodno objavljenih pjesama s remiksovima i B-stranama. Od 2009. do 2011. godine grupa je s bendom The Cosmic Funk Orchestra bila na turneji po Sjedinjenim Američkim Državama, Kanadi i Europi. Na koncertima u nekim gradovima nastupali su zajedno s grupom Camp Lo, te Butlerovom grupom Shabazz Palaces. S grupom Camp Lo nastupali su 15. svibnja 2010. godine u Houstonu, Teksasu. U intervjuu za časopis Houston Chronicle, Irving je najavio objavljivanje nove pjesme "Fresh Out", kao i novog albuma koji je trebao biti objavljen na ljeto 2010. godine. Digable Planets su također nastupali uz grupu The Pharcyde na glazbenom festivalu North by Northeast u Torontu, Ontariju, 19. lipnja 2011. godine. Koncert koji se trebao održati u prosincu 2012. godine, u Seattleu, Washingtonu, otkazan je nekoliko dana prije. U jednom od sljedećih intervjua, Butleru je postavljeno pitanje o statusu grupe, a on je odgovorio da je njihovom djelovanju došao kraj.
Unatoč Butlerovoj prethodnoj izjavi, u listopadu 2015. godine je objavljeno da će se grupa ponovo okupiti 30. prosinca za koncert u Neptune Theatreu u Seattleu gdje će nastupati uz Shabazz Palaces. Grupa je imala i turneju tijekom proljeća i ljeta 2016. godine. U lipnju 2017. godine objavili su album uživo Digable Planets Live.

## Diskografija
Studijski albumi
- Reachin' (A New Refutation of Time and Space) (1993.)
- Blowout Comb (1994.)

Kompilacije
- Beyond the Spectrum: The Creamy Spy Chronicles (2005.)

Albumi uživo
- Digable Planets Live (2017.)

## Nagrade i nominacije
Grammy
| Godina | Nominirano djelo                   | Nagrada                                         | Ishod      | Izvor |
| ------ | ---------------------------------- | ----------------------------------------------- | ---------- | ----- |
| 1994.  | Digable Planets                    | Grammy za najboljeg novog izvođača              | nominacija | [ 7 ] |
| 1994.  | "Rebirth of Slick (Cool Like Dat)" | Grammy za najbolju rap izvedbu dvojca ili grupe | dobitnici  | [ 8 ] |

## Vanjske poveznice
- Digable Planets na AllMusicu
- Digable Planets na Billboardu
- Digable Planets na Discogsu
- Digable Planets na MusicBrainzu